# اتاقک قدامی چشم
اتاقک قدامی چشم (به انگلیسی: Anterior chamber of eyeball) یا اتاقک پیشین (به انگلیسی: anterior chamber) بخشی از فضای حاوی زلالیه چشم که در جلو عنبیه قرار دارد.
بخش قدامی کره چشم توسط عنبیه به دو محفظه به نام اتاقک تقسیم می‌شود اتاقک قدامی بین قرنیه و سطح قدامی عنبیه و اتاقک خلفی چشم بین سطح پشتی عنبیه و سطح قدامی عدسی قرار دارد هر دو اتاق محتوی مایع زلالیه است که توسط جسم مژگانی ترشح شده است. زلالیه مایعی است که پروتئین کمی دارد.
جسم مژگانی مایع زلالیه را در اتاقک خلفی ترشح می‌کند و از آنجا از طریق سوراخ مردمک به اتاقک قدامی منتقل می‌شود.
برای آزمودن زاویهٔ اتاقک قدامی و نشان دادن توانایی حرکت خودبه‌خودی و چرخش چشم شیوه‌ای به کار می‌رود که گوشه‌بینی gonioscopy نام دارد. ابزاری نوری که برای این کار استفاده می‌شود گوشه‌بین است.